# Cordilheira de Flood
A Cordilheira de Flood (76° 03′ S, 134° 30′ O) é uma cordilheira na Antártida, se estendendo de leste a oeste por 96 quilômetros, e formando um ângulo reto com a ponta sul da Cordilheira de Ames, na Terra de Marie Byrd. Foi descoberta pela expedição Byrd em 1934, vista a uma grande distância. Voos de reconhecimento pelo Serviço Aéreo dos Estados Unidos (1939–41) exploraram a cordilheira. A montanha principal foi chamada de "Monte Hal Flood" por Byrd, em homenagem ao seu tio, Henry D. Flood, representante eleito da Virgínia. O Serviço de Nomenclaturas Antárticas posteriormente transferiu esse nome para a cordilheira inteira. O monte Hal Flood atualmente é conhecido como Monte Berlin. Outras montanhas nessa cordilheira incluem o Monte Bursey e o Monte Moulton.
A cordilheira de Flood consiste em uma cadeia vulcânica linear de picos em que ocorreram migrações félsicas sistemáticas. Esta atividade se deslocou 90 km de leste a oeste, entre há 9 e 2,5 milhões de anos, e 154 km mais para o norte da Cordilheira Ames em direção à Ilha Shepard, entre há 12,7 e 0,6 milhões de anos.